# シロアム碑文

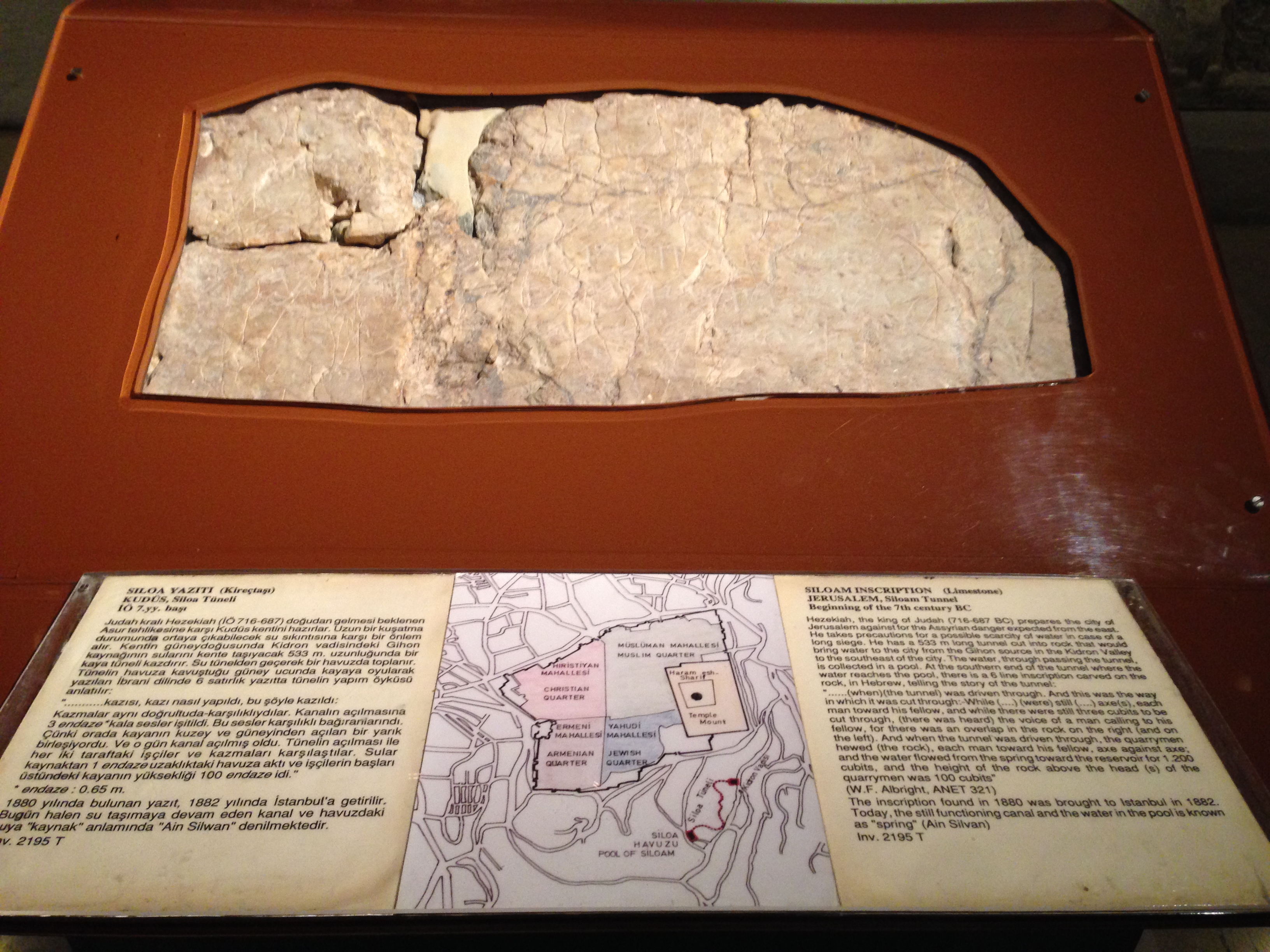
イスタンブール考古学博物館での展示状況

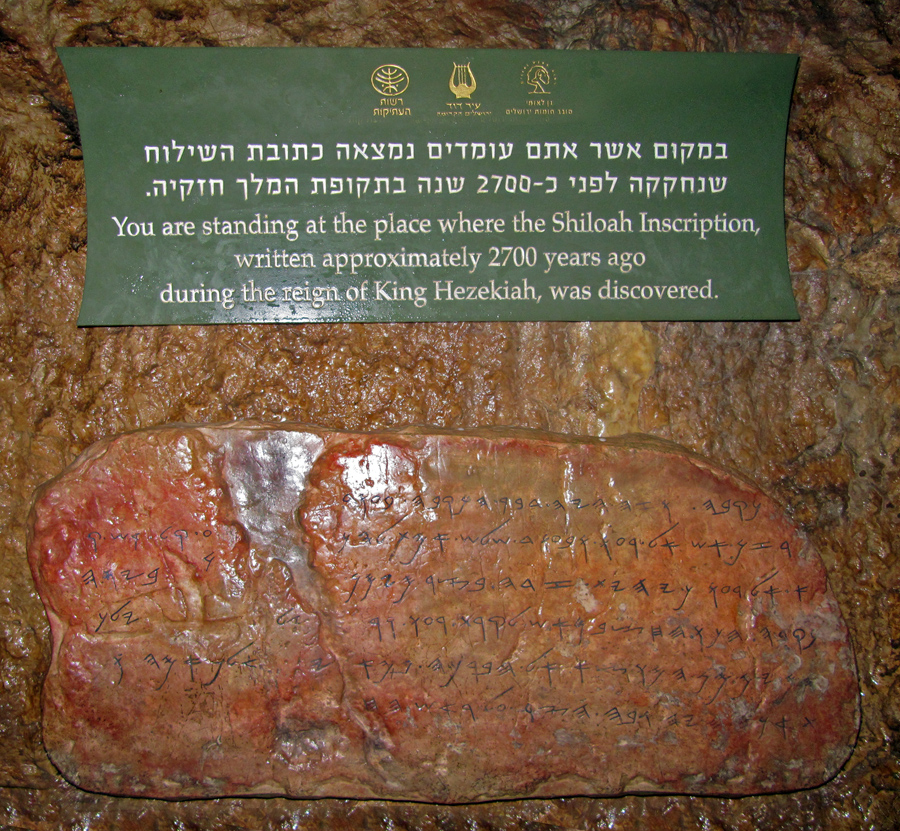
ヒゼキヤのトンネルの、本来の場所近くに置かれた複製（2010年）

シロアム碑文（シロアムひぶん）、またはシロア碑文（ヘブライ語: כתובת השילוח）、またはシルワーン碑文（アラビア語: نقش سلوان）は、ギホンの泉からシロアムの池へ水を運ぶためのシロアム・トンネルで発見された碑文で、東エルサレムのシロアないしシルワーン地区にあるダビデの町に位置する。碑文はトンネルの建設を記録しており、文字の様式を根拠として紀元前8世紀のものとされている。
この種の公共的な建設事業を記念する古代碑文はエジプトやアッシリアの考古学では一般に見られるが、イスラエル地域では唯一のものである。
シロアム碑文はヘブライ語をフェニキア文字の地方的変種である古ヘブライ文字を使って書いた現存最古の資料のひとつである。
碑文は現在イスタンブール考古学博物館に常設展示されている。

## 歴史
シロアム・トンネルは1838年にエドワード・ロビンソンによって発見された。トンネルは19世紀の間にロビンソン、チャールズ・ウィリアム・ウィルソン、チャールズ・ウォレンによって詳細に調査されたものの、碑文を発見したものはいなかった。おそらく蓄積された鉱物性の付着物によって気づきにくくなっていたためであろう。『イーストン聖書辞典』によると、1880年にヤコブ・エリアフという青年がトンネルを泳ぐか歩いて渡るかしているときに、トンネル東側の、シロアムの池から19フィート（5.8メートル）ほどはいった所で岩に刻まれた碑文を発見した。碑文は1891年にトンネルの壁から不正に削り取られ、断片になったが、イギリス公使の努力によって復元されてイスタンブール考古学博物館に置かれた。
古代のエルサレムの町は山の上にあり、ほぼすべての方向に対する天然の防壁をなすが、その主要な水源であるギホンの泉は崖の傍らのケデロンの谷を望む場所にある。聖書によればアッシリアがイスラエルの町を包囲することを恐れたヒゼキヤ王が、町の外にある泉の水をせき止め、水道によってシロアムの池へ導いた。

## 聖書での参照箇所
（口語訳聖書による）
列王記下20:20 ヒゼキヤのその他の事績とその武勇および、彼が貯水池と水道を作って、町に水を引いた事は、ユダの王の歴代志の書にしるされているではないか。
歴代志下32:3-4 そのつかさたちおよび勇士たちと相談して、町の外にある泉の水を、ふさごうとした。彼らはこれを助けた。多くの民は集まって、すべての泉および国の中を流れる谷川をふさいで言った、「アッスリヤの王たちがきて、多くの水を得られるようなことをしておいていいだろうか」。

## 翻訳
当初、付着物のために碑文が読めず、アーチボルド・セイス教授がはじめて暫定的な読みを行った。後に碑文が酸性溶液で洗浄され、よりよく読めるようになった。碑文は6行からなるが、第1行は損傷している。単語は点によって区切られている。3行目の「zada」のみは翻訳が疑わしいが、おそらく「ひび割れ」または「脆い部分」を意味する。
以下のように読める。
…… そのトンネル …… そしてこれがそのトンネルの話 ……

斧は向かいあわせで、3キュビットが残されたときに……男の声が……

反対側から呼んだ。岩にZADAがあり、左に……そしてその日

トンネル（が完成し）、反対側から来た石工たちが互いに叩きあい、斧と斧を打ちあわせた。そして

水は水源から池まで1200キュビットにわたって流れた。そして（100?）

キュビットが石工の頭の上の高さであった……
したがって、碑文はトンネルの建設を記録している。本文によれば、工事は両端から同時に掘りすすめられ、中央で石工が出あうまで続けられたことになっている。しかし、この理想化された記述はトンネルの実際をあまり反映していない。実際には両方が出会った箇所は突然90度折れてつながっており、両者の中心は揃っていない。ヒゼキヤの技師は石工を導くのに音を頼りにしたと理論づけられており、この技術が使われたことがシロアム碑文に明記されていることによってこの理論は支持された。しばしば無視される碑文の最後の文がさらなる証拠を提供している：「そして労働者の頭の上の岩の高さは100キュビットだった。」この記述は、工事中に技師がトンネルから地表までの距離をよくわかっていたことを示している。
伝統的には記念の碑文とみなされているが、ある考古学者は誓願のための奉納碑文である可能性を提示した。
碑文の古ヘブライ文字の模写はここで見られる。

## イスラエルでの展示の可能性
2007年にエルサレム市長ウリ・ルポリアンスキーは駐イスラエルトルコ大使のナムク・タンと会合し、「親善の意思表明」として石板をエルサレムに返還することを求めた。トルコはこの要求を拒否し、シロアム碑文はオスマン帝国の財産であって、したがってトルコ共和国の文化遺産であると主張した。アブドゥラー・ギュル大統領は碑文を短期間エルサレムで展示できるようにトルコが手配してもよいと述べた。

## 関連文献
- Conrad Schick (1880). “Phoenician Inscription in the Pool of Siloam”. Palestine Exploration Fund Quarterly Statement:  238–39.
- Archibald Sayce (April 1881). “The Inscription at the Pool of Siloam”. Palestine Exploration Fund Quarterly Statement 13 (2):  69–73. (editio princeps)
- Archibald Sayce (July 1881). “The Ancient Hebrew Inscription Discovered at the Pool of Siloam in Jerusalem”. Palestine Exploration Fund Quarterly Statement 13 (3):  141–154.
- H. B. Waterman (Jun., 1882). “The Siloam Inscription”. The Hebrew Student (The University of Chicago Press) 1 (3):  52–53.
- Archibald Sayce; Claude Reignier Conder; Isaac Taylor (1829–1901); Samuel Beswick (1822-1903); Henry Sulley (1845–1940) (Oct. 1881). “The Ancient Hebrew Inscription Discovered at the Pool of Siloam”. Palestine Exploration Fund Quarterly Statement 13 (4):  282–297.
- Claude Reignier Conder (1882). “The Siloam Tunnel”. Palestine Exploration Fund Quarterly Statement:  122–31.
- Hermann Guthe (1890). “Das Schicksal der Siloah-Inschrift”. Zeitschrift des Deutschen Palästina-Vereins 13. JSTOR 27928587.
- Émile Puech (1974). “L'inscription du tunnel de Siloé”. Revue Biblique 81:  196–214. JSTOR 44088212.
- Lemche, Niels Peter (1998). The Israelites in History and Tradition. Westminster John Knox Press